# May of Sorrow (альбом)
May of Sorrow — дебютний альбом українського рок-гурту May of Sorrow. Альбом був випущений у 2010 році. До пісень: «It's My Desire» та «Long Way Home» було відзнято відеокліпи.

## Список композицій
| #     | Назва                 | Тривалість |
| ----- | --------------------- | ---------- |
| 1.    | «Intro»               | 0:48       |
| 2.    | «To The End»          | 3:02       |
| 3.    | «I`ll Be Waiting»     | 3:23       |
| 4.    | «It`s My Desire»      | 3:41       |
| 5.    | «Empty Promises»      | 3:01       |
| 6.    | «Lost Without»        | 3:00       |
| 7.    | «Under Your Skin»     | 2:53       |
| 8.    | «Open Your Eyes»      | 3:12       |
| 9.    | «Before You Go»       | 3:28       |
| 10.   | «Long Way Home»       | 4:04       |
| 11.   | «Why Should I Forget» | 3:21       |
| 12.   | «Time To Say Goodbye» | 3:11       |
| 13.   | «Track 13»            | 0:48       |
| 37:10 |                       |            |

## Учасники запису
- Вербовий Ярослав (вокал)
- Карчевський Микита (ударні/бек вокал)
- ЧернявсЬкий Олександр (гітара/бек вокал)
- Латуненко Ярослав (гітара/бек вокал)
- Кузуб Юрій (бас гітара/бек вокал)

## It's My Desire
«It's My Desire» (укр. Це - моє бажання) — пісня May of Sorrow з однойменного альбому. До пісні був відзнятий дебютний відеокліп з репертуару гурту.
Відеокліп
Офіційно відео було представлене на сайті YouTube 11 грудня 2010 року. Зйомки відео проходили з жовтня по грудень 2010 року. Режисер — Євген Ножечкін, оператор — Максим Шайдо. На відео показано гурт May of Sorrow, що грають на автомобільній стоянці. Окрім гри гурту показано двох жінок, які водночас знаходяться в одній кімнаті та в той-же час з'являються заплутаними у стрічки, які не дозволяють їм дотягнутись одна до одної. Наприкінці відео жінок показано лежачими на підлозі з купою стрічок. Відео було представлене компанією «Scissor production». З 2012 року кліп потрапив до ефіру телеканалу A-ONE.

За словами гурту головною ідеєю кліпу та самої пісні є кохання між двома людьми, скутими почуттями, але які не можуть бути разом за певних причин. 
|                                                       | Дана пісня про двох людей, які любили один одного, але не можуть бути разом з якихось певних причин, але є почуття і щось іще....стрічки це хаос, ...дві дівчини це аналогія, могли бути два хлопця або хлопець і дівчина |
| — May of Sorrow у коментарі до відео на сайті Youtube | |

## Long Way Home
«Long Way Home» (Довга дорога додому) — сингл гурту May of Sorrow з однойменного альбому, виданий 2010 року. До пісні було відзнято відеокліп. Сама пісня виконана у стилі, що сильно відрізняється від стилю гри May of Sorrow. За жанром пісню можна віднести до піано-року, який немає ніякої схожості з металкором.
Відео
Відеокліп було офіційно представлено на сайті YouTube 31 липня 2011 року. Відео відзняте з допомогою «SAINT PICTURES Production». З 2012 року увійшло до ефіру телеканалу A-ONE. На відео показано учасників гурту May of Sorrow у різних точках міста, які потім збираються в одному автомобілі. Також основну увагу приділено жінці, що швидко йде дорогою, тікаючи від авто (її роль зіграла Тетяна Бакуліна). Наприкінці відео жінка знаходить автомобіль гурту серед поля порожнім.
Зйомка
- Режисер — Руслан Сімакин
- Оператор — Олександр Кислиця
- Режисер монтажу — Роман Усенко
- Відеографік — Рязанов Олександр